# Hydristor

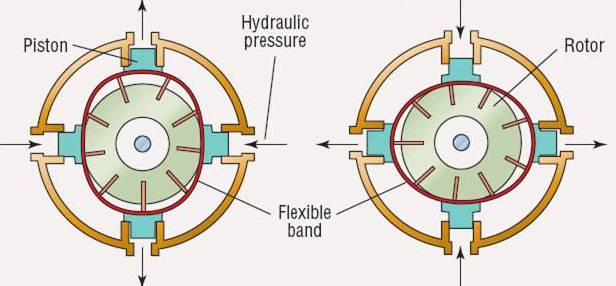
Secció d'una bomba/motor Hydristor mostrant algunes parts mecàniques. La cinta flexible (en vermell) forma l'estator de la màquina. La seva forma pot ser modificada amb pistons exteriors.

Bomba de paletes excèntrica.

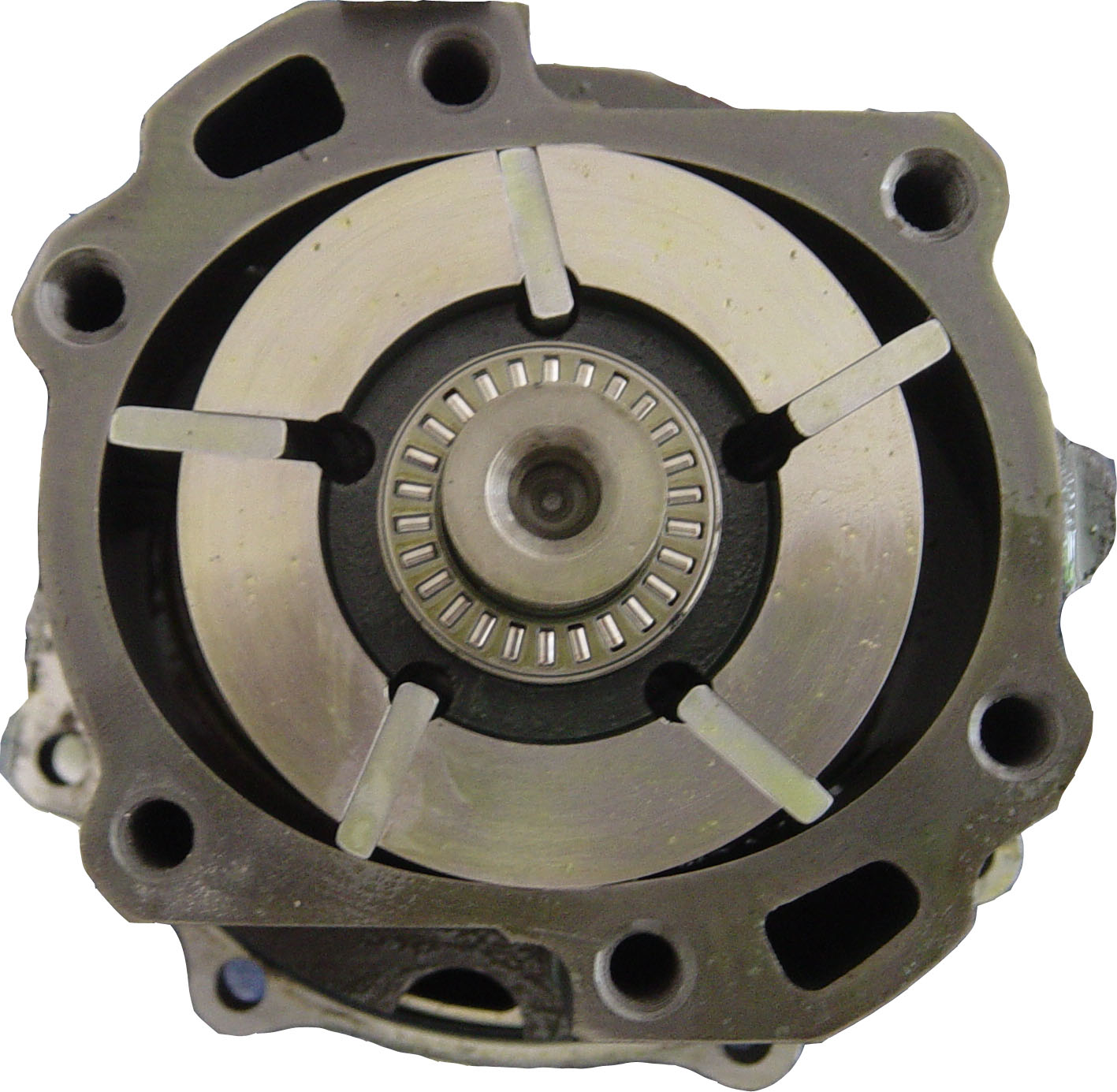
Bomba de paletes equilibrada, amb estator el·líptic.

Hydristor és el nom d'una màquina hidràulica rotativa del tipus volumètric, basada en la bomba de paletes equilibrada. El desplaçament o cilindrada escombrada és variable. En el sentit que pot ser regulat mitjançant un control exterior, manual o automàtic.
El terme Hydristor fou ideat pel seu inventor, Tom Kasmer, ajuntant les paraules “hydraulic” i “transistor”. Un Hydristor pot funcionar com a bomba o com a motor, treballant de forma aïllada. Però l'objectiu original era combinar una bomba Hydristor amb un motor Hydristor per a formar una transmissió hidroestàtica variable: un variador CVT.

## Antecedents

### Bomba de paletes
Segons alguns, la bomba de paletes fou ideada per Agostino Ramelli, d'acord amb un llibre que va publicar en 1588.
| «                                                                                   | ... fa girar la roda excèntrica de metall (indicada per Z), que està fixada en el seu eix dins de la sobrecoberta (estator) indicada per Q, també construïda de metall, tancada i fixada per cargols...la sobrecoberta està immòbil i fixa juntament amb la bomba; dintre de la qual entra l'aigua per l'escletxa X i és forçada amb la roda ajudada de quatre paletes allotjades en la mateixa roda... | » |
| — Agostino Ramelli. Le Diverse Et Artificiose Machine... Cap.XXXVIII, fig, XXXVIII. | |   |

La primera patent fou de Charles C. Barnes (de Sackville, New Brunswick) en l'any 1874.
Les bombes de paletes poden adoptar disposicions molt diferents. El seu problema principal és que, amb una entrada única i una sortida única, el rotor està desequilibrat.

### Bomba de paletes equilibrada
Fou inventada per Harry F. Vickers l'any 1923.
Amb una cambra ovalada i dues entrades i sortides, el disseny resultava equilibrat pel que fa a forces dinàmiques i hidràuliques.

## Millores en el sistema Hydristor
En la bomba equilibrada Vickers, les paletes freguen contra l'estator. En la pràctica presenten uns límits de pressió (2.500 psi = 172 bar) i de velocitat de gir (7.000 rpm).
La màquina Hydristor incorpora una cinta metàl·lica flexible que crea un estator (la forma del qual es pot modificar) “flotant”. Les paletes freguen contra aquesta cinta, que és arrossegada a una velocitat lleugerament inferior a la del rotor. El fregament total és molt inferior al d'una bomba convencional. Els límits de pressió i velocitat de gir són molt més alts. El resultat és una màquina que, a igualtat de potència, és molt més petita i lleugera.

### Patents
Hi ha quatre patents relacionades:
- US6022201 - Hydraulic vane pump with flexible band control - filled May 14, 1997[4]
- US6527525 - Hydristor control means - filled Feb 8, 2001[5]
- US6612117 - Hydristor heat pump - filled Feb 20, 2002[6]
- US7484944 - Rotary vane pump seal - filled Aug 11, 2004[7]

### Rendiment
El primer prototipus va mostrar un rendiment del 95%. Les darrers versions assoliren rendiments superiors al 97%.

### Transmissió variable contínua
Seguint el projecte original, diverses transmissions foren construïdes i provades en automòbils reals. Els resultats, segons l'inventor, foren molt bons. No estan documentats eventuals estudis per part d'un organisme imparcial que confirmin les prestacions publicades. Tampoc no hi ha resultats confirmats sobre la durabilitat dels sistemes reals provats.
La mort de Tom Kasmer (27 d'octubre de 2011), inventor i promotor del projecte, va deixar sense continuïtat els intents de comercialització del seu producte.